# Красная капелла (телесериал)
«Красная капелла» — телесериал, посвящённый деятельности разведывательной сети ГРУ ГШ РККА в Западной Европе, получившей название «Красная капелла».

## Краткая аннотация
Сериал посвящён деятельности резидентур Главного разведывательного управления Генерального штаба РККА в Западной Европе, объединённых под общим названием «Красная капелла», прежде всего, резидентур в Париже и Брюсселе. Возглавлял группу Леопольд Треппер, известный также как Жан Жильбер.
Фильм далеко не во всём соответствует историческим фактам. Например, действие происходит почти исключительно в Париже, тогда как в реальности основным центром разведывательной сети являлся Брюссель. В частности, «Кент» постоянно находился в Брюсселе и являлся фактическим куратором бельгийской группы «Красной капеллы». В Брюсселе постоянно проживал и Макаров.
Не соответствует исторической правде судьба «Кента» (Анатолия Гуревича). Вероятно, исходя именно из этих соображений «Кент», проживающий в наши дни (согласно сюжету сериала) в Париже, переименован в «Гриневича» (Анатолий Гуревич в действительности проживал в России и умер в 2009 году в Санкт-Петербурге). Михаил Макаров в фильме назван Сергеем. Арестован «Кент» был в Марселе, Макаров — в Брюсселе.
Есть разночтения и в датах событий (в частности, бежать из-под ареста Жильберу-Трепперу удалось лишь в сентябре 1943 года; согласно фильму, Жильбер оказывается на свободе уже к весне 1943-го).
Романтическая линия (Жан Жильбер — Элен) является художественным вымыслом.
Карл Гиринг возглавлял зондеркоманду «Красная капелла» лишь в начале оперативной работы по сети разведки ГРУ. Затем его сменил Хайнц Паннвиц.
Искажения исторических фактов и чрезмерно упрощённый взгляд на работу разведчиков стали поводом для критики сериала — в частности, со стороны Анатолия Гуревича, единственного из членов «Красной капеллы», остававшегося в живых на момент выхода фильма.

## В ролях
- Андрей Ильин — Жан Жильбер / «Отто» / Леопольд Треппер
- Алексей Горбунов — Карл Гиринг
- Елена Ксенофонтова — Элен Сорель
- Мишель Мерсье — Элен (в наши дни)
- Сергей Юшкевич — Винсенте Сьерра / «Кент» / Анатолий Гуревич
- Даниэль Брике[фр.] — месье Гриневич / «Кент» (в наши дни)
- Марина Могилевская — Маргарет, жена «Кента»
- Дмитрий Назаров — Лео Гроссфогель
- Аурелия Анужите — Эмма, жена Гроссфогеля
- Илья Шакунов — Карлос Аламо / Сергей Макаров
- Кирилл Пирогов — Гилель Кац
- Анастасия Аравина — Жульет
- Альгирдас Дайнавичюс — Фортнер
- Валентин Варецкий — Берг
- Валентин Смирнитский — интендант Шафт
- Илья Любимов — Анри Жино, художник
- Андрей Мерзликин — Мишель, член ФКП
- Сергей Гармаш — Рейнхард Гейдрих
- Александр Галко — Михаил Иванович, высокопоставленный офицер-разведчик в Москве
- Арнис Лицитис — высокопоставленный генерал в Москве
- Александр Тютин — высокопоставленный офицер-разведчик в Москве
- Улдис Думпис — начальник Гиринга (озвучил Александр Клюквин)
- Нормундс Лайзанс — Харро Шульце-Бойзен
- Александр Сирин — Херш Сокол
- Милена Гулбе — Мира Сокол, жена Херша
- Паул Буткевич — адвокат Карл Лангбен
- Гиртс Кестерис — Макс Кригер, член зондеркоманды Гиринга
- Андрис Маковскис — Хайнц Ланг, член зондеркоманды Гиринга
- Иварс Пуга — Фридрих Бальтазар фон Грайфендорф, член зондеркоманды Гиринга
- Улдис Лиелдиджс — профессор-дешифровальщик
- Александр Арсентьев — студент-дешифровальщик Алекс
- Мартиньш Вилсонс — Клейст, бизнесмен из Берлина
- Варис Ветра — «Гарри» / Генри Робинсон
- Леонид Грабовскис — Франсуа, художник
- Нормундс Берзс — майор Бубенцов
- Арийс Гейкинс — Этьен Бернье, бывший директор приюта
- Лилита Озолиня — мадам Нуайе, хозяйка кондитерской, связная ФКП
- Анна Уколова — Марта, немка, приставленная наблюдать за Элен
- Гирт Яковлев — врач Гиринга
- Энрико Авотс — путевой обходчик
- Ромуалдс Анцанс — метрдотель в ресторане
- Ингрида Андриня — хозяйка квартиры радистов
- Гундарс Аболиньш — бизнесмен-итальянец
- Юрис Барткевич — начальник порта
- Индра Бурковска — прислуга в доме «Кента»
- Петерис Гаудиньш — один из офицеров на совещании у Гейдриха
- Роландс Загорскис — один из офицеров на совещании у Гейдриха
- Яков Рафальсон — хозяин антикварной лавки
- Леонид Ленц — чиновник в полицейском участке
- Петерис Лиепиньш — зубной техник
- Юрис Плявиньш — высокопоставленный немец в пенсне
- Айварс Силиньш — эпизод